# Електрични оргазам
Електричний оргазам (укр. Електричний оргазм) — сербський рок-гурт із Белграду. За свою 40-річну історію гурт неодноразово змінював свій склад та музичний стиль.

## Дискографія
- Električni orgazam (1981)
- Lišće prekriva Lisabon (1982)
- Kako bubanj kaže (1984)
- Distorzija (1986)
- Letim, sanjam, dišem (1988)
- Zašto da ne! (1994)
- A um bum (1999)
- Harmonajzer (2002)